# Auditorium Conciliazione

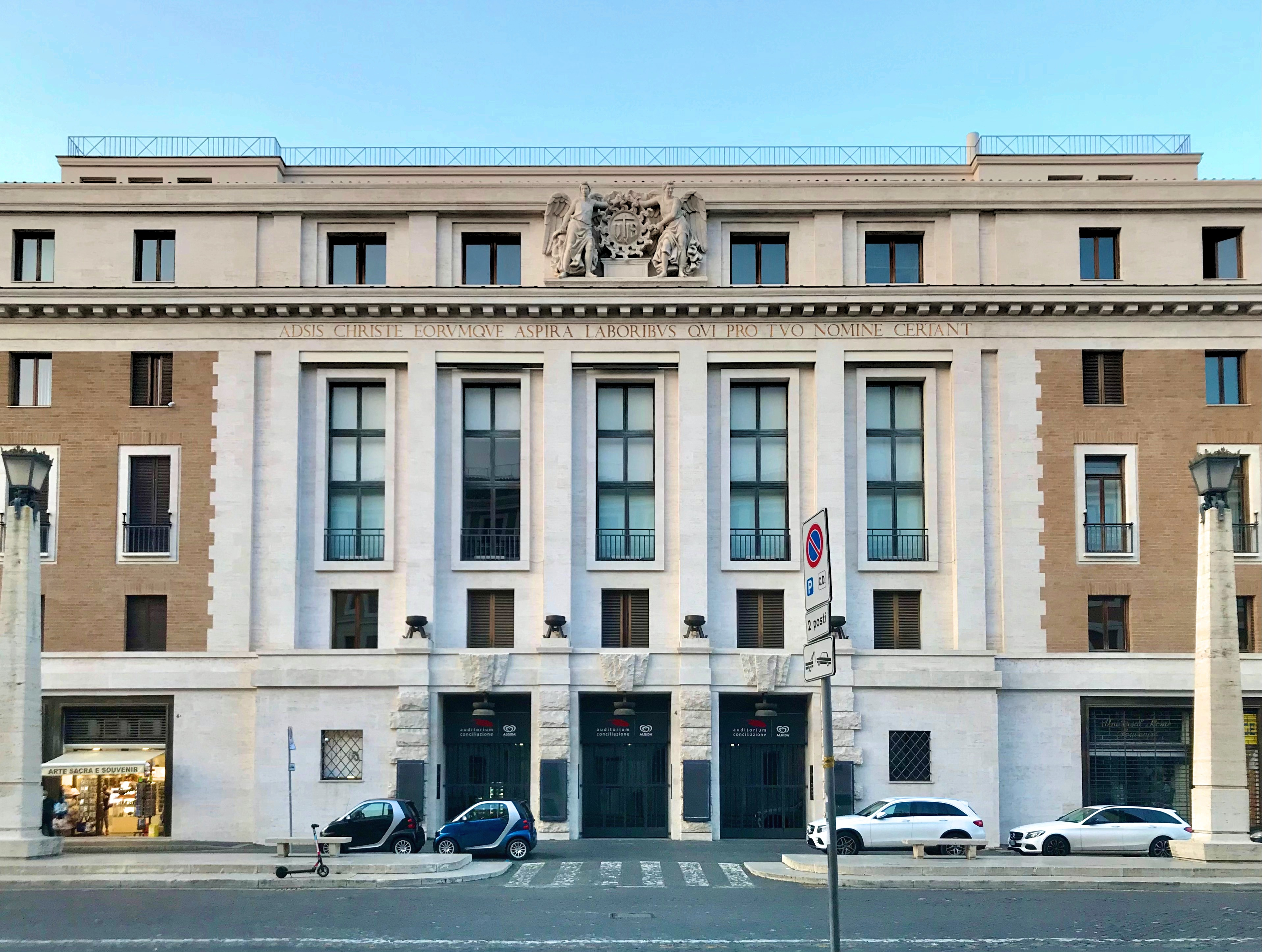
Haupteingang des Auditorium Conciliazione

Das Auditorium Conciliazione, auch bekannt als Auditorio Pio und Auditorium di Santa Cecilia, ist ein früher auch für Audienzen genutzter Veranstaltungssaal an der Via della Conciliazione im Stadtviertel Borgo in Rom. Er ist umgeben von den Flügeln des Palazzo San Pio X., dem langjährigen Sitz u. a. von Radio Vatikan. Rechtlich gehört das Gebäude zum Vatikanstaat.
Die Audienzhalle wurde während der städtebaulichen Neuordnung des Borgo-Viertels ab den 1930er Jahren erbaut. Nach dem Willen von Benito Mussolinis faschistischer Regierung wurden dabei weite Teile der ursprünglichen Wohnbebauung abgerissen, um Platz für die Via della Conciliazione zu schaffen – bis heute die repräsentative Sichtsachse von der Engelsburg zum Petersdom. Beim Bau des Auditoriums wurden die Fundamente der Meta Romuli entdeckt. Die Arbeiten wurden erst nach dem Zweiten Weltkrieg fortgeführt. Das von Marcello Piacentini und Giorgio Calza Bini errichtete Gebäude wurde im Heiligen Jahr 1950 fertiggestellt und von Papst Pius XII. eingeweiht.
Seit der Eröffnung der von Pier Luigi Nervi 1971 errichteten und von Papst Paul VI. eingeweihten Vatikanischen Audienzhalle wurden die päpstlichen Audienzen dorthin verlegt. Das Auditorium Conciliazione wurde seitdem überwiegend für musikalische Zwecke genutzt. So war es von 1958 bis zur Jahrtausendwende Sitz des Orchestra dell’Accademia Nazionale di Santa Cecilia.
Nach dem Umzug des Orchesters wurde das Gebäude zwischen 2004 und 2005 einer Renovierung unterzogen, wobei es zehn Monate lang geschlossen blieb. Am 29. April 2005 wurde es mit der Verleihung des David-di-Donatello-Preises durch die Accademia del Cinema Italiano (Italienische Filmakademie) wiedereröffnet.